# Тумс (Цілком таємно)
Тумс (Tooms) — двадцять перша частина першого сезону серіалу «Цілком таємно» («Секретні матеріали»).
Епізод є продовженням частини «Вузький» та не пов'язаний з основною міфологією серіалу. Юджин Тумс, що перебував у психіатричній лікарні за напад на Дейну Скаллі, виходить на волю. Малдер та Скаллі намагаються завадити спробам мутованої істоти заволодіти (необхідною йому для чергової 30-річної сплячки) людською печінкою.

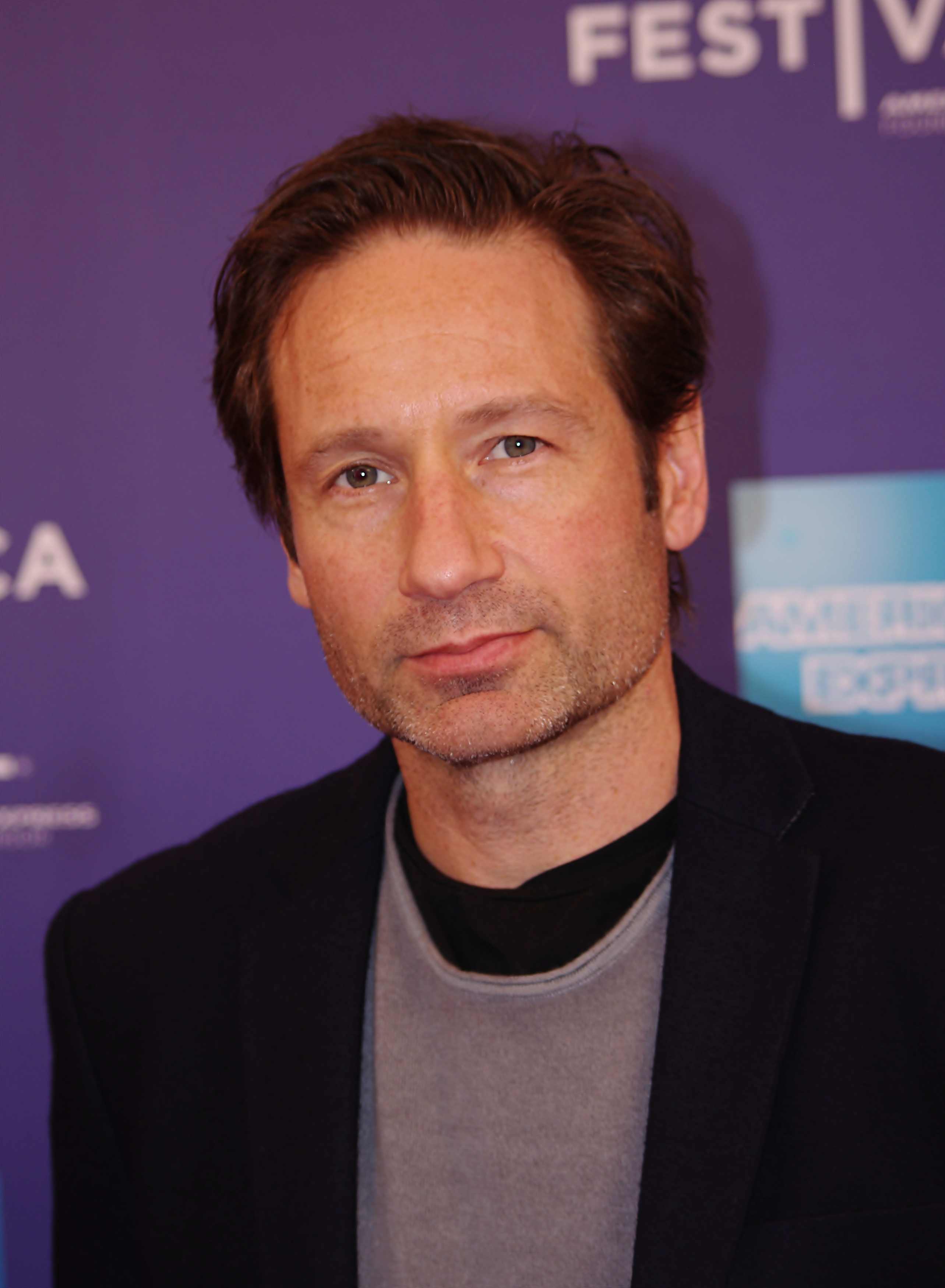

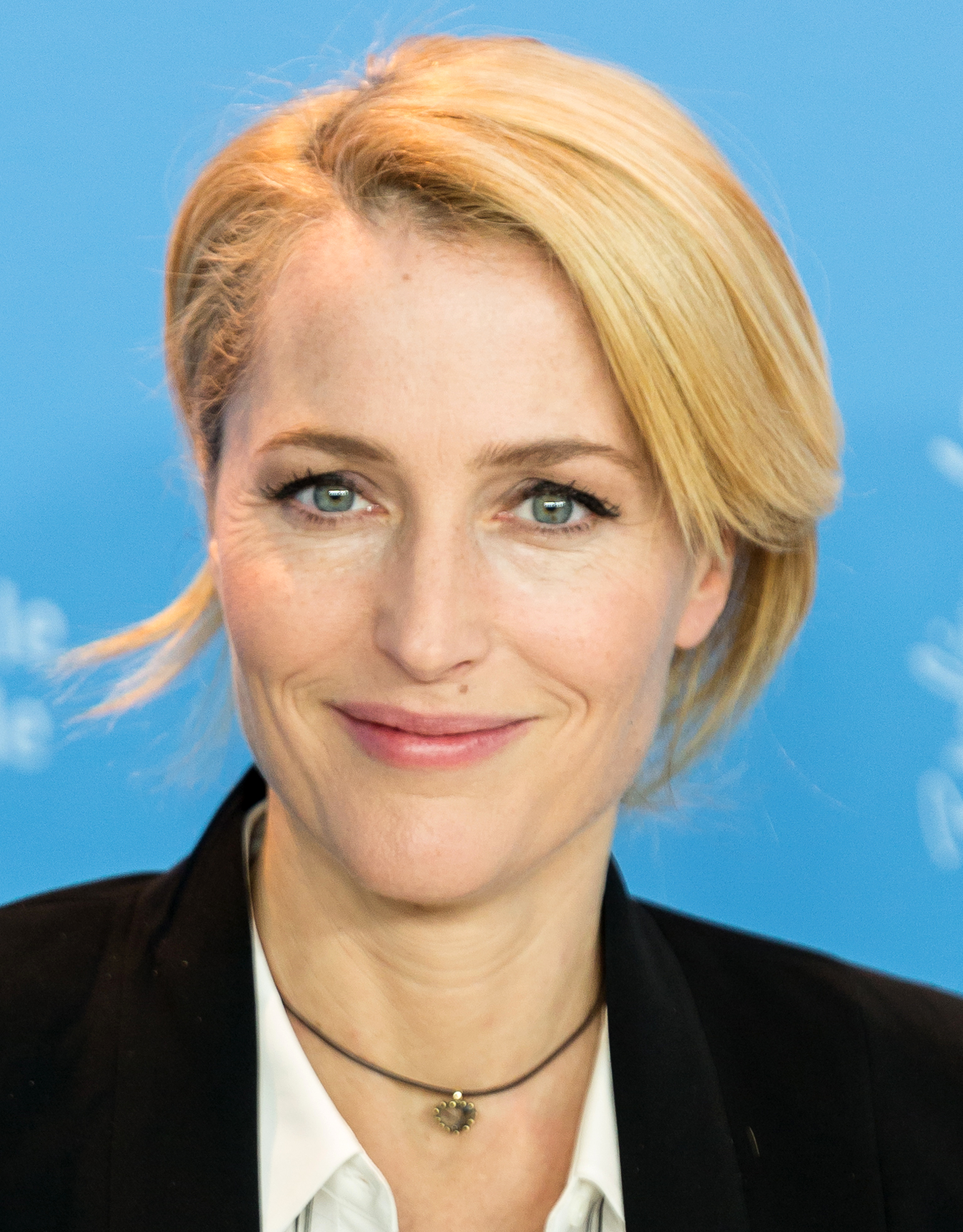

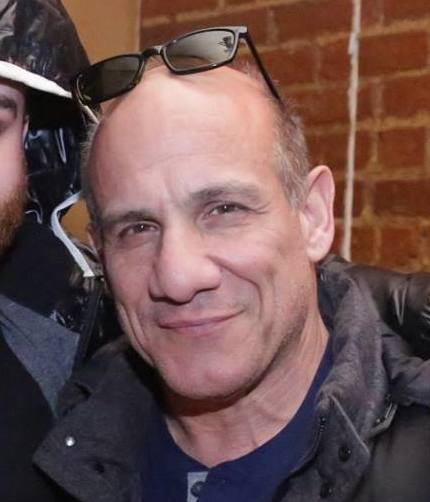

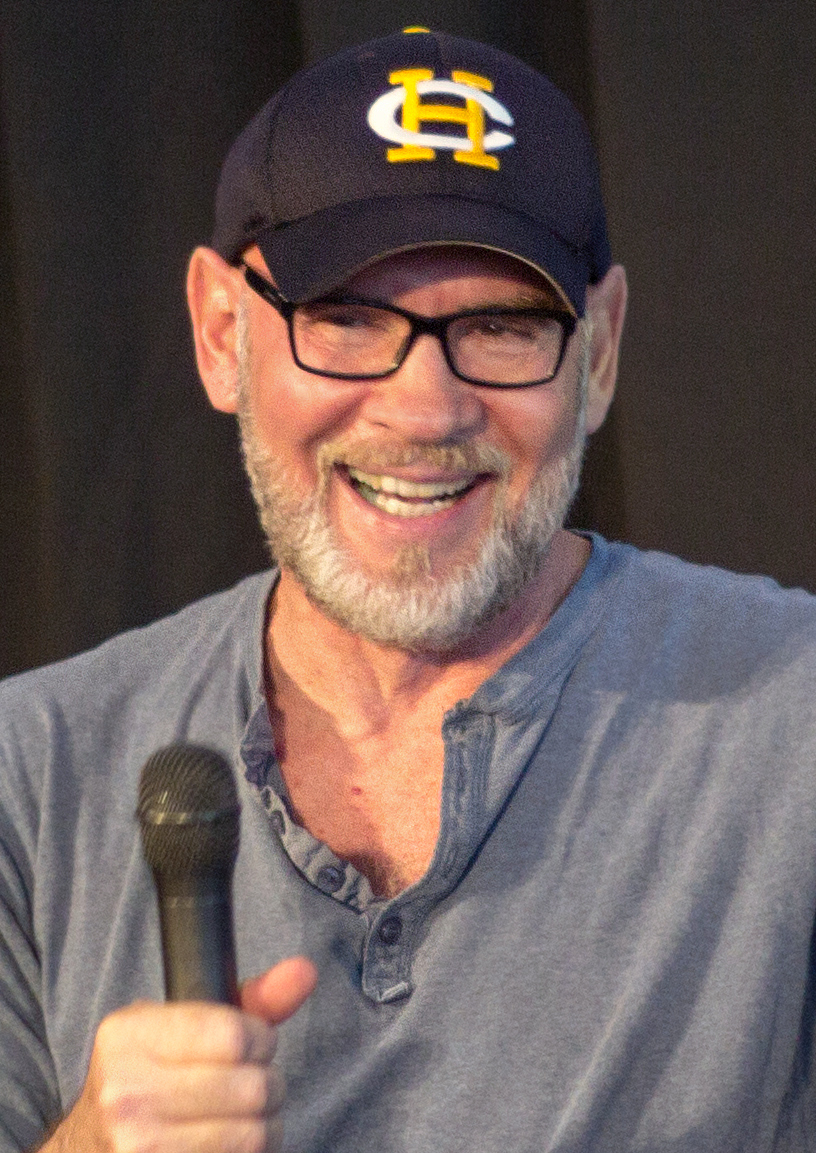

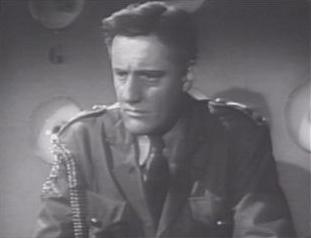

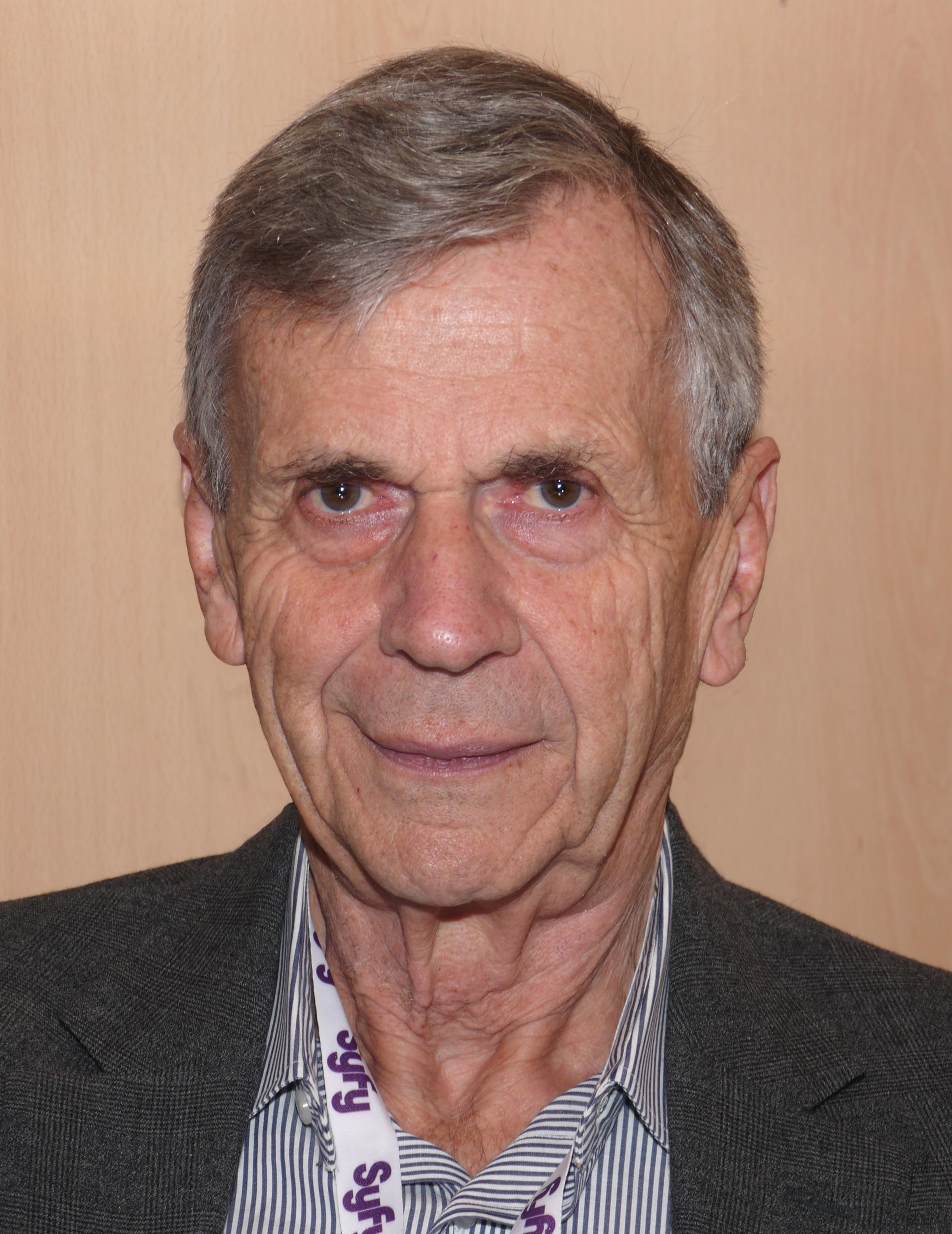

## Короткий зміст
Уночі Юджин Тумс намагається втекти з ізолятора для психічно хворих в Балтіморі, просунувши руку у віконце для роздачі їжі та здійснює спроби відкрити засувку камери. Цього часу несподівано до Тумса з візитом приходить психолог, що працював з ним — доктор Аарон Монте, і повідомляє про імовірність завтрашнього його звільнення у залі суду. Тумс вирішує зачекати до завтра.
Скаллі викликають для вирішення проблеми до замісника директора ФБР Волтера Скіннера; там присутній і Курець. Незважаючи на успіхи розслідувань по матеріалах «Цілком таємно», Скіннер критизує нетрадиційний підхід до вирішення завдань і вимагає від підлеглих діяти лише згідно інструкцій.
На завершальних слуханнях справи Тумса його визнають нормальним — згідно рекомендацій лікаря Монте та його колег. Малдер намагається загострити увагу судді на речових доказах та особливостях фізіології Тумса, однак його спроби проігноровані. Тумса випускають на волю та визначають прийомну родину і відновлюють на попередній роботі по прибиранню решток тварин — за умови, що доктор Монте продовжуватиме нагляд за пацієнтом.
Скаллі вчергове зустрічається з детективом Френком Бріггсом — він розслідував убивства в справі Тумса 1933 року. Бріггс стверджує, що тіло однієї із жертв так і не знайшли. Скаллі та Брігс відвідують хімічний завод, де під час закладення фундаменту був знайдений шматочок печінки жертви. Після довгих пошуків знаходять кістяк, замурований в бетон фундаменту. В тому ж часі Малдер турбує Тумса на роботі та відкрито слідкує за ним. Під час стеження Малдеру вдається зірвати спробу Тумса вбити чоловіка, однак мутанту вдається зникнути.
Знавці досліджують знайдений на хімічному заводі кістяк та визнають — це жертва з 1933 року, яку не знайшли, однак нема вагомих доказів причетності Тумса. Скаллі змінює Малдера, коли він здійснює стеження за новим місцем проживання мутанта в будинку перестаркуватої діви, однак в цьому ж часі Тумс ховається у багажнику автівки Малдера. Уночі Тумс прокрадається в кваритру Фокса та імітує побиття себе. Лишивши на своєму лиці відбиток кросівки Малдера, Тумс рушає до лікарні. Вранці Малдера допитує поліція та інформує керівництво про даний інцидент. Малдер висвітлює Скіннеру, що Тумс його підставив, по цьому керівник забороняє Фоксу наближатися до Юджина Тумса.
Подальше дослідження знайденого в фундаменті скелета виявляє сліди укусів на ребрах — ці дані вказують на Тумса. Доктор Монте приходить на відвідини пацієнта в часі, коли літня пара вирушає до кінотеатру. Тумс убиває лікаря та здобуває печінку, необхідну йому для чергової 30-річної сплячки. Після виявлення тіла лікаря агенти вирушають до попереднього місця проживання Тумса (Ексетер-стріт, 66) — ця будівля була знесена і на її місці зведено торговий центр. Малдер підозрює що убивця тут має схованку та проникає під ескалатор і проповзає по вузькому тунелю, в кінці якого знаходить тумсове гніздо. Несподівано із гнізда вистрибує весь покритий жовчю Тумс і, намагаючись убити Малдера, переслідує його по тунелю. Малдер з допомогою Скаллі вибирається із тунелю й включає механізм, котрий затягує Тумса в ескалатор, де він й гине.
Скіннер читає звіт Скаллі по справі Тумса та запитує Курця — чи вірить він в усе написане, й отримує ствердну відповідь. На вулиці Скаллі знаходить Малдера, котрий на дереві розглядає кокон гусені. Малдер задумливо передбачає, що в «Цілком таємно» наближаються зміни.

## Знімались
| Актор             | Роль               |
| ----------------- | ------------------ |
| Девід Духовни     | Фокс Малдер        |
| Джилліан Андерсон | Дейна Скаллі       |
| Даг Хатчінсон     | Юджин Віктор Тумс  |
| Мітч Піледжі      | Волтер Скіннер     |
| Вільям Брюс Девіс | Курець             |
| Пол Бен-Віктор    | доктор Аарон Монте |
| Генрі Бекмен      | Френк Брігс        |
| Джеррі Вассерман  | доктор Пліт        |

При створенні приквела до серії про Тумса сценарист Глен Морган використав випадок із життя, свідком якого він був під час різдвяних свят в торговому центрі — працівник робив щось на ескалаторі в час його руху. Морган подумав про страшну істоту, що живе під ескалатором та вирішив, Тумс як ніхто інший може бути нею.
В даній серії вперше з'являється персонаж Волтер Скіннер.

## Принагідно
- Tooms
- Tooms